# František Vladislav Hek

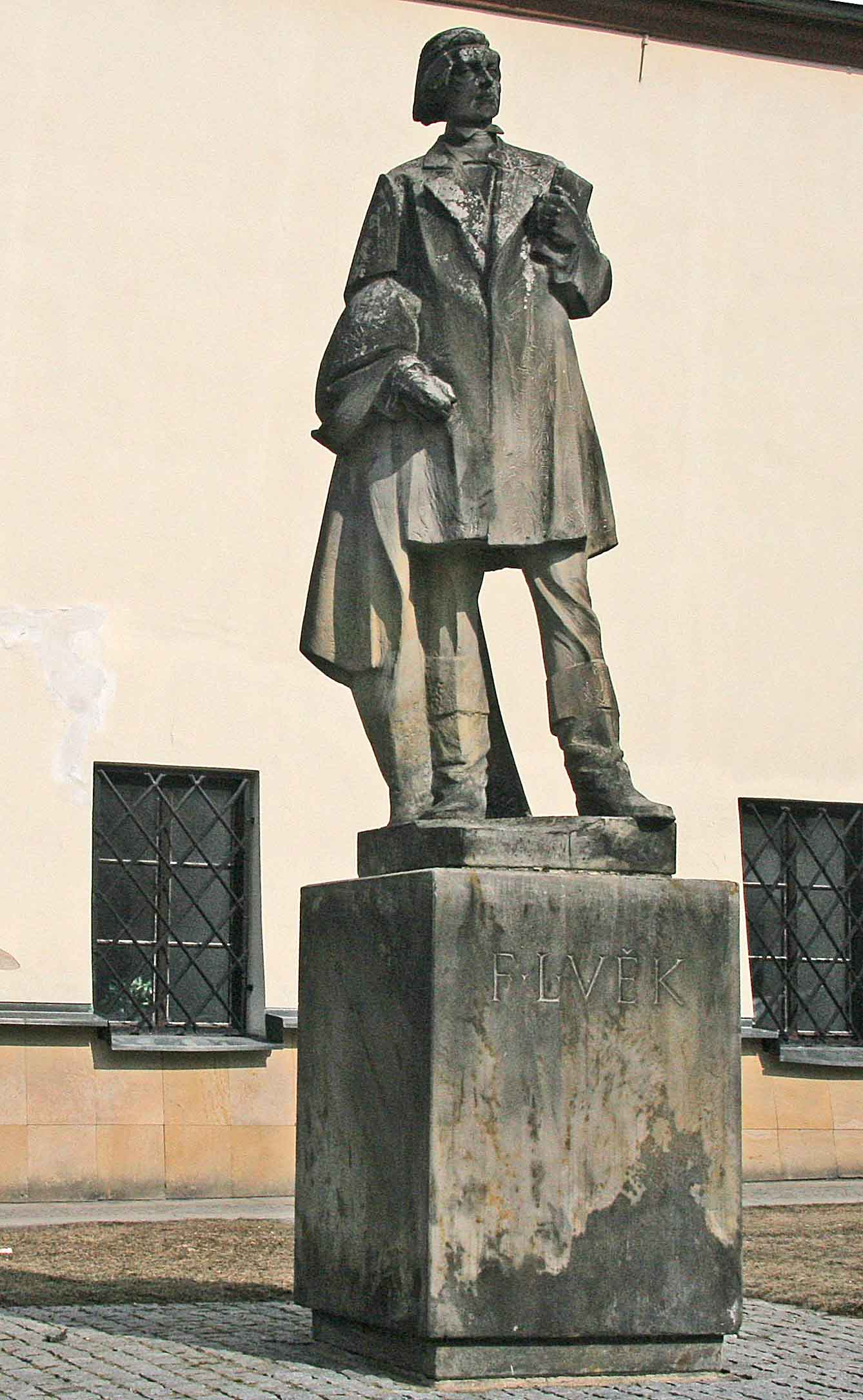
Standbild von Hek in Dobruška

František Vladislav Hek (* 11. April 1769 in Dobruška; † 4. September 1847 in Kyšperk) war ein tschechischer patriotischer Dichter und Publizist. Er diente dem Schriftsteller Alois Jirásek als Vorbild zu seiner Hauptfigur in seinem fünfbändigen historischen Roman F. L. Věk.

## Leben
Der Sohn eines Kaufmanns besuchte die Schule in seinem Heimatort, verließ diesen 1779 und beendete 1782 die Grundschule in Prag. In Prag besuchte er anschließend das Gymnasium der Piaristen und kam hier zum ersten Mal mit der patriotischen Bewegung in Kontakt. Mitte der 1780er Jahre kehrte er in seinen Geburtsort zurück und übernahm das Einzelhandelsgeschäft seines Vaters, in dem er nach und nach neben Waren des täglichen Bedarfs auch tschechische Zeitungen und Bücher auslieh und später zur Außenvertretung des Verlags Česká expedice wurde. Bis 1806 sammelte er über 3284 Schriften, darunter philosophische, naturkundliche und geschichtliche Werke. Zwar versuchte er auch ein tschechisches Theater ins Leben zu rufen, dies wurde ihm jedoch von der Obrigkeit verboten. 9. Mai 1806 brannte sein gut gehendes Geschäft ab, der nächste Schlag erfolgt 1811 während des Staatsbankrotts der österreichischen Monarchie. Von 1806 lebte er in Dobruška bei Kaplan Josef Liboslav Ziegler. Er wurde für Hek ein langjähriger Freund und Mitkämpfer bei seinem Wirken für die Sache der Tschechen. 1821 starb seine Frau, mit der er seit 1792 verheiratet war. Hek verkaufte sein Anwesen, verließ Dobruška. und zog nach Herrnhut. Seine letzten Lebensjahre verbrachte er bei seiner Tochter Ludmila Štolovská in Kyšperk (heute Letohrad).

## Werke
Die meisten Publikationen erschienen Anfang des 19. Jahrhunderts. Er veröffentlicht meist satirisch verfasste Epigramme. 1820 erschien sein bekanntestes Werk Der große Freitag (Veliký pátek). Er musste sich vor dem Gericht verantworten und die Schrift wurde konfisziert. Während seines Aufenthaltes in Herrnhut übersetzte er für tschechische Exilanten alte tschechische Schriften ins Deutsche. In den 1830er und 1840er Jahren begann Hek auch zu komponieren.